# ران
در بدن انسان ران منطقه ای است مابین لگن و زانو و در کالبدشناسی در قسمت پایین‌تنه قرار می‌گیرد. این قسمت از ماهیچه‌های قوی تر و ضخیم‌تری تشکیل شده‌است.
استخوان ران بسیار قطور و قوی است و از پایین به مفصل زانو و از بالا به لگن متصل است.

## عضلات ران
ناحیه ران به سه بخش قدام ران، داخل ران و خلف ران تقسیم می‌شود.
 عضلات ناحیه قدام ران : عضله چهار سر رانی، عضله تنسور فاسیا لاتا و عضله سارتوریوس یا خیاطه
عضلات ناحیه داخل ران :این عضلات عمدتاً عضلات اداکتور هستند که عمل آن‌ها نزدیک کردن ران به خط وسط بدن است و
به سه طبقه تقسیم می‌شوند:
- طبقه ۱: ماهیچه شانه‌ای (Pectineus) – اداکتور بلند
- طبقه ۲: ماهیچه نواری - اداکتور کوتاه
- طبقه ۳: گراسیلیس - اداکتور ماگنوس

عضلات ناحیه خلف ران سه ماهیچه ای که در پشت ران، ماهیچه‌های همسترینگ را به وجود می‌آورند عبارتند از:
- ماهیچه نیم وتری[۵]
- ماهیچه نیم غشایی[۶][۷]
- ماهیچه دوسر رانی[۸]

## ماهیچه سُرِین
عضلات ناحیه گلوتئال (ماهیچه سرین) :این عضلات دو دسته‌اند: طبقه سطحی و طبقه عمقی. این ماهیچه‌ها از نوع مخطط بوده و نقش مهمی در دویدن، ایستادن و راه رفتن ایفا می‌کنند.

### طبقه سطحی
عضلات این ناحیه از سه عضله تشکیل شده‌است:
- ماهیچه سرینی بزرگ (به انگلیسی: gluteus maximus)
- ماهیچه سرینی متوسط
- ماهیچه سرینی کوچک

## نگارخانه

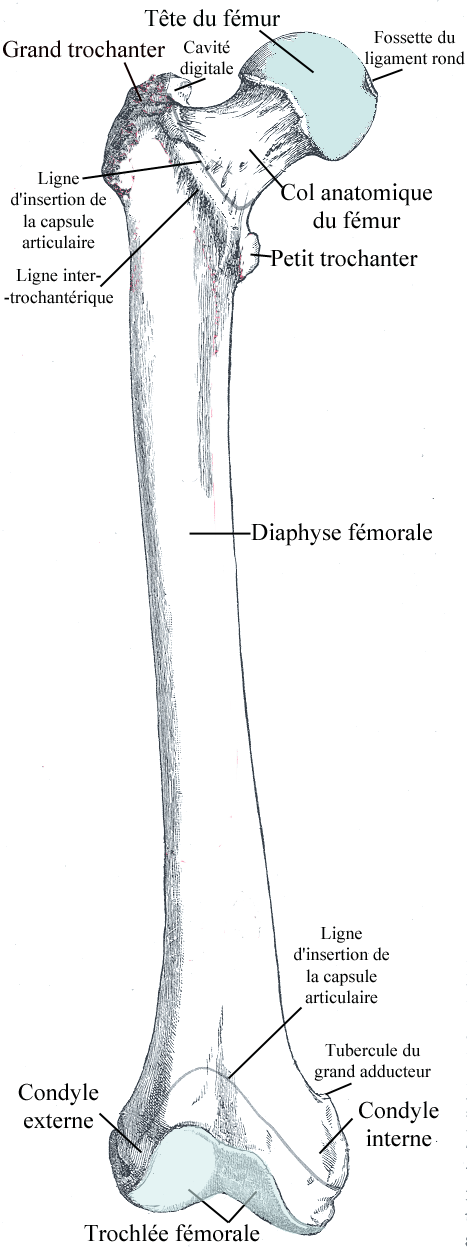
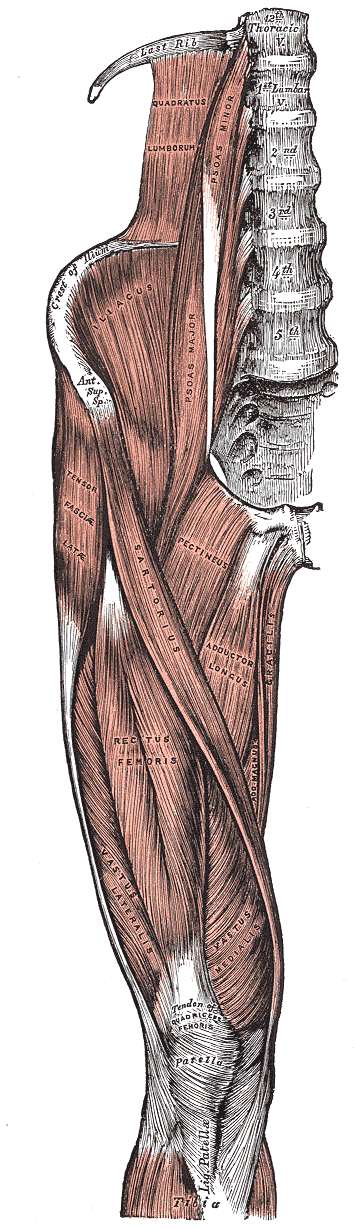
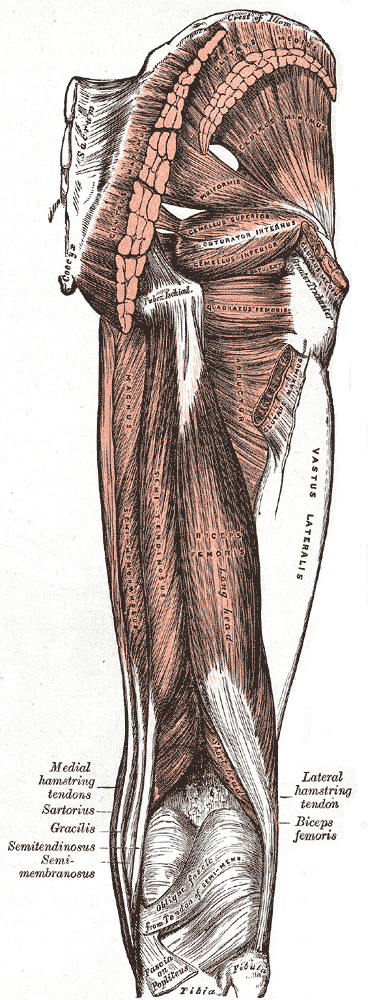
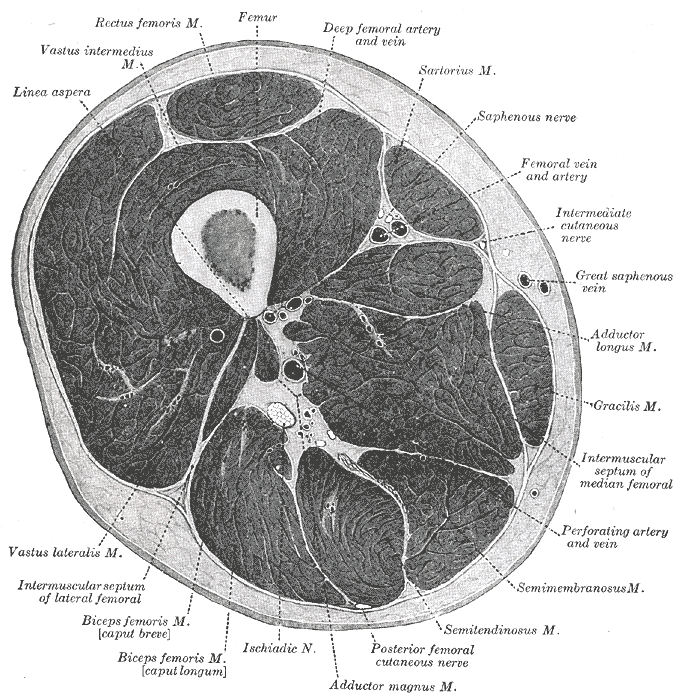
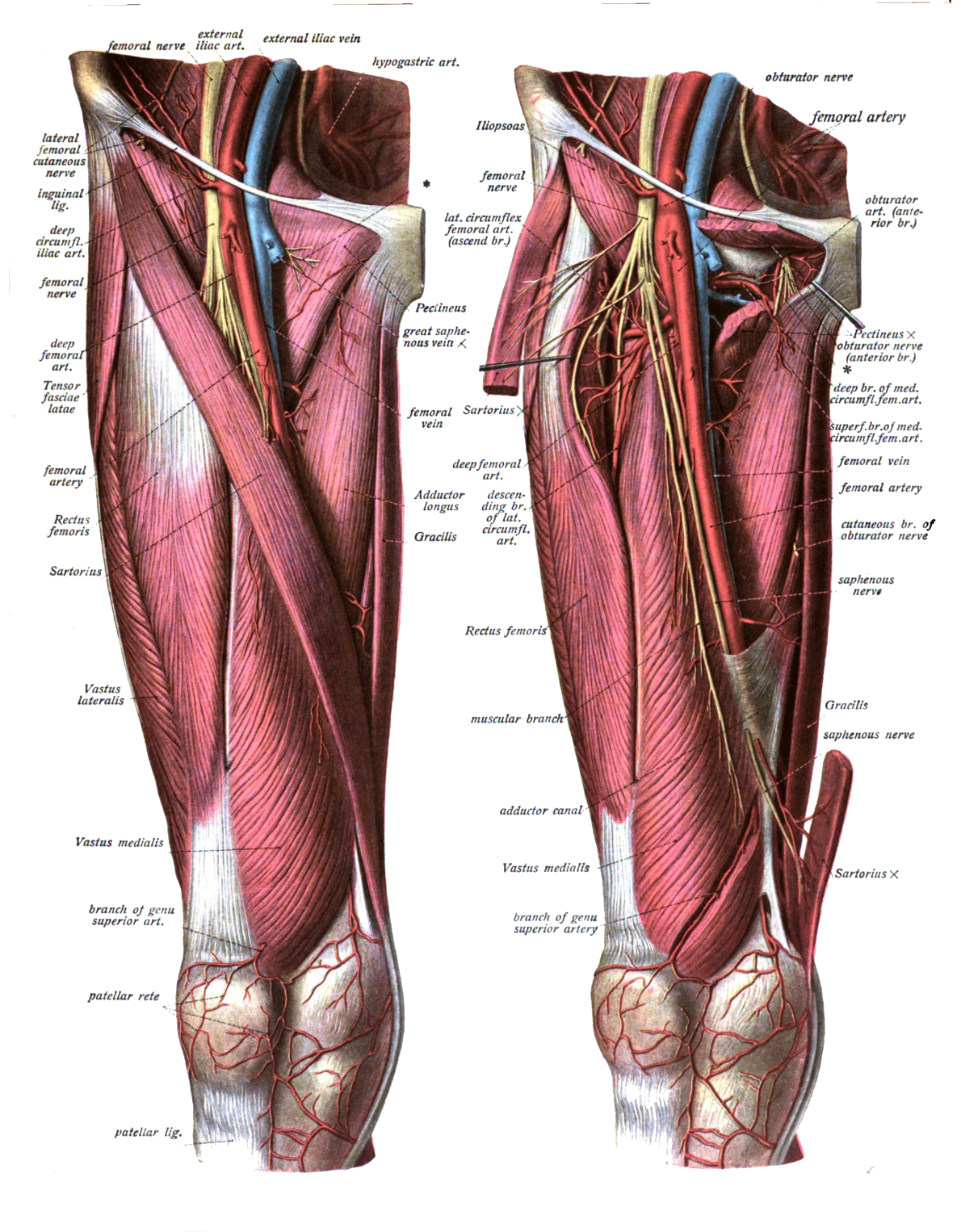

### طبقه عمقی
- عضله هرمی (پیریفورمیس)
- عضله دوقلوی فوقانی
- عضله ابتراتور داخلی
- عضله دوقلوی تحتانی
- عضله مربع رانی
- عضله ابتراتور خارجی